# 保利透
保利 透（ほり とおる、1972年 - ）は、日本の音楽蒐集家、音楽製作者である。専門は明治・大正を含めた戦前の流行歌を中心としたレコード文化であり、自らのSPレコードコレクションの音源を中心とした復刻盤の製作・監修も行っており、実態に即した肩書きとして自身の造語である「アーカイブ・プロデューサー」「戦前レコード文化研究家」を自称している。主宰するレーベルはぐらもくらぶ。

## 人物・来歴
1972年（昭和47年）、千葉県に生まれる。
高等学校在学中の1980年代末、SPレコードのコレクションならびに研究活動を開始する。幼少時にテレビ放映されたチャールズ・チャップリンや榎本健一の映画を観たり、中学校在学中にブラスバンドに所属したことが下地となり、テレビのドキュメンタリー映像で古い蓄音機を観て衝撃を受けたことが、SPレコードに興味を持ったきっかけである旨、『レコード・コレクターズ』誌上で大鷹俊一に対し語っている。最初に購入したSPレコードは、『東京音頭』と、『チャップリンの独裁者』の床屋のシーンで流れるボストン・ポップス・オーケストラ『ハンガリー舞曲』であった。20歳を迎える1992年（平成4年）前後には100-200枚の蒐集となったが、しばらく空白があって、1999年（平成11年）前後にまた蒐集を開始したという。このときに蒐集をポリドール・レコードに絞ったことから、現在の筆名を得る。2001年（平成13年）、SPレコードとポリドールの研究サイト「ポリドール狂時代」を開設、これが現在に至る保利の公式ウェブサイトとなる。
2003年（平成15年）10月8日にユニバーサルミュージックが発売した榎本健一のSPレコード音源等を使用したコンピレーション・アルバム『唄うエノケン大全集 蘇る戦前録音編』に関わったのが、記録に残る最初の復刻作品である。同年は「エノケン生誕100年」に当たり、東京都江戸東京博物館で開かれた特集展示『エノケンとレビューの時代』の関連事業『エノケン映画の上映とトーク・セッション』において、同年11月2日に毛利眞人とともにトーク・セッションに出演した。2009年（平成21年）11月1日に放送された浜美枝のラジオ番組『浜美枝のいつかあなたと』（文化放送）にゲスト出演した。2010年（平成22年）には私設サークルとして「ぐらもくらぶ」を設立、当初は瀬川昌久、岡田則夫、佐藤利明、毛利眞人、小針侑起をサポートメンバーとした。
2011年（平成25年）11月23日にビクターエンタテインメント（現在のJVCケンウッド・ビクターエンタテインメント）が発売した藤山一郎のコンピレーション・アルバム『ジャズを歌う』を第1作として「ニッポンモダンタイムスシリーズ」を開始、テイチクエンタテインメントではディック・ミネ『Empire of Jazz』（同年11月23日発売）ほか、キングレコードでは松島詩子『La Tanguista』（同年12月21日発売）ほか、日本コロムビアでは二村定一・天野喜久代ほか『SWING TIME 1928-1941』（2012年1月18日発売）ほか、ユニバーサルミュージックでは藤山一郎ほか『スウィング・パラダイス』（2014年1月22日発売）といった、各社レーベルを超えて、企画、選曲、音源監修等を行なった。「ニッポンモダンタイムスシリーズ」の企画に際し、保利は讀賣新聞『顔』欄に取り上げられ、「戦前にもオシャレな音楽があった」「（ジャズは）今のクラブミュージックに近い都市部の娯楽だった」と語った。
「ぐらもくらぶ」はやがて保利の自主レーベルへと活動を進め、2012年（平成24年）3月11日に発売した二村定一のコンピレーション・アルバム『二村定一 街のSOS!』を発売し、レーベルとして本格起動した。同レーベル作品の販売はメタカンパニーの協力による。同年3月31日に放送された山田五郎・中川翔子のラジオ番組『東京REMIX族』（J-WAVE）に「SPレコードの極み」としてゲスト出演、ディック・ミネ『お洒落禁物』、二村定一『禿オンパレード』、ミミー宮島『お祖父さんの時計』の3曲を選曲した。2013年（平成25年）4月27日に放送された『日立 世界・ふしぎ発見!』第1271回では、保利の所有する忠犬ハチ公の鳴き声が収録されたSPレコードについて出題され、保利も出演した。同年5月3日には、旧安田楠雄邸で開かれた『旧安田邸の蓄音機で聴く、満洲とその時代』での辻田真佐憲の出演に対し、二村定一『満洲前衛の唄』等のSPレコードの提供協力を行った。また、同年8月23日には、讀賣新聞に「あきれたぼういず幻のレコード 1938年の音源 変名で録音」という報道発表がされたが、このときの楽曲が、同年7月29日にぐらもくらぶが発売したアルバム『大名古屋ジャズ』に収録された『花に浮かれて』等の4篇である。
2014年（平成26年）には、同年3月31日に放送開始した連続テレビ小説『花子とアン』（NHK総合テレビジョン）の主人公のモデル村岡花子がかつて録音、レコードリリースされた朗読の音源を使用したCD『花子からおはなしのおくりもの』を企画、同年4月16日にユニバーサルミュージックから発売した。同作は「予想以上の反響で一時品薄」と日経トレンディが報道するほどのヒットとなった。収録された村岡の朗読する『フランダースの犬』や『小公子物語』等のレコードは、約10年前から保利が蒐集したものであった。同年8月9日には金沢蓄音器館で村岡花子朗読音源についての講演を行った。同年8月30日には弥生美術館で開催していた『村岡花子と「赤毛のアン」の世界展』の一環として、保利の所有する蓄音機と音源を使用し、朗読を聴かせるイヴェントを行った。また、同年5月6日には、東京都江戸東京博物館で、ぐらもくらぶが同年4月27日にアルバム『大東京ジャズ』、同『六区風景 想ひ出の浅草』を発売したことを記念して、『蓄音機で聴く戦前日本のジャズ世界』『浅草六区と浅草オペラ・戦前の大衆芸能』『若きジャズマンらによる戦前モダンミュージック座談会』の三本立イヴェント『大東京モダンミュージックの世界』を同レーベル主催で行い、保利自身のほか、大谷能生、毛利眞人、岡田則夫、小針侑起、片岡一郎らが出演した。
「終戦70周年」を迎える2015年（平成27年）には、「戦争と喜劇人」をテーマにした『芸能宝船・歌は戦線へ 戦争と喜劇人』を企画・復刻・制作、同年1月4日に自らのレーベルぐらもくらぶから発売した。

## ディスコグラフィ
企画・監修・マスタリング協力、制作に関わった盤の一覧である。

### 復刻版
- 『唄うエノケン大全集 蘇る戦前録音編』、榎本健一、ユニバーサルミュージック、2003年10月8日発売 ASIN B0000BHKHD
- 『ロームミュージックファンデーション SPレコード復刻CD集 第4集 日本語版』、橋本國彦ほか、日本音声保存、2009年6月24日発売 ASIN B0029IC518 - 協力
- 『SP盤貴重音源 岡田コレクション』学術研究用デジタル音源集』、岡田則夫、日外アソシエーツ、2010年5月配信開始[22]

- 『ゴールデン☆ベスト 小畑実』、小畑実、JVCケンウッド・ビクターエンタテインメント、2011年4月27日発売 ASIN B004OGYKGQ
- 『ジャズを歌う』（ニッポンモダンタイムスシリーズ）、藤山一郎、ビクターエンタテインメント、2011年11月23日発売 ASIN B005OSQMVO - ニッポンモダンタイムスシリーズ第1作
- 『Empire of Jazz』（ニッポンモダンタイムスシリーズ）、ディック・ミネ、テイチクエンタテインメント、2011年11月23日発売 ASIN B005LI78GU
- 『唄の世の中 岸井明ジャズ・ソングス』（ニッポンモダンタイムスシリーズ）、岸井明、JVCケンウッド・ビクターエンタテインメント、2011年12月21日発売 ASIN B005Z553NE
- 『La Tanguista』（ニッポンモダンタイムスシリーズ）、松島詩子、キングレコード、2011年12月21日発売 ASIN B005XOK90O - 毛利眞人・淺井カヨとともに協力
- 『Sweet Voices ニッポンのスウィング・エラ KING&TAIHEI collection 1934-1942』（ニッポンモダンタイムスシリーズ）、林伊佐緒ほか、キングレコード、2011年12月21日発売 ASIN B005XOK8NM
- 『SWING GIRLS 1935-1940』（ニッポンモダンタイムスシリーズ）、川畑文子ほか、テイチクエンタテインメント、2011年12月14日発売 ASIN B005V4GQR6
- 『SWING TIME 1928-1941』（ニッポンモダンタイムスシリーズ）、二村定一・天野喜久代ほか、日本コロムビア、2012年1月18日発売 ASIN B0067MWTQ8
- 『私の青空 二村定一ジャズ・ソングス』（ニッポンモダンタイムスシリーズ）、二村定一、JVCケンウッド・ビクターエンタテインメント、2012年1月25日発売 ASIN B00699FTAW
- 『灰田勝彦全集 ホームランヒットアルバム』、灰田勝彦、JVCケンウッド・ビクターエンタテインメント、2012年2月8日発売 ASIN B00D2JIE40
- 『二村定一 街のSOS!』、二村定一、ぐらもくらぶ、2012年3月11日発売 ASIN B0070YAGGM - 企画・制作（ぐらもくらぶ第1作）
- 『越路吹雪 EMIイヤーズ』、越路吹雪、EMIミュージック・ジャパン、2012年6月27日発売 ASIN B007TB47VG
- 『Romance』、高英男、キングレコード、2012年6月27日発売 ASIN B007W4DXSI
- 『日本シャンソンの歴史 イストワール・ドゥ・ラ・シャンソン・オ・ジャポン』、岸洋子ほか、テイチクエンタテインメント、2012年6月27日発売 ASIN B007V4YP54
- 『私の好きな歌 コロムビア篇』、淡谷のり子、日本コロムビア、2012年6月27日発売 ASIN B007TMNHDE
- 『大名古屋ジャズ』、黒田進ほか、ぐらもくらぶ、2012年7月29日発売 ASIN B008H1DC5Y - 企画・制作
- 『スター☆デラックス 東海林太郎』、東海林太郎、テイチクエンタテインメント、2012年8月22日発売 ASIN B008AYW7Z4
- 『スター☆デラックス ディック・ミネ』、ディック・ミネ、テイチクエンタテインメント、2012年8月22日発売 ASIN B008AYW97K
- 『日活100年101映画 娯楽映画の黄金時代』、楠木繁夫ほか、テイチクエンタテインメント、2012年10月24日発売 ASIN B008YINP16
- 『スター☆デラックス 藤山一郎』、藤山一郎、テイチクエンタテインメント、2012年10月24日発売 ASIN B008YINQ88
- 『スター☆デラックス 楠木繁夫』、楠木繁夫、テイチクエンタテインメント、2012年10月24日発売 ASIN B008YINPCK
- 『戦前ジャズ・コレクション テイチクインスト篇 1934-1944』、ディック・ミネ・エンド・ヒズ・セレナーダスほか、ぐらもくらぶ、2012年11月25日発売 ASIN B009Z6IW2S
- 『大名古屋軍歌』、大久良俊ほか、ぐらもくらぶ、2012年12月8日発売 ASIN B00A3QONMM - 企画[6]
- 『スター☆デラックス 菊池章子』、菊池章子、テイチクエンタテインメント、2012年12月12日発売 ASIN B009R5RLZQ
- 『スター☆デラックス 菅原都々子』、菅原都々子、テイチクエンタテインメント、2012年12月12日発売 ASIN B009R5RN0O

- 『スター☆デラックス アイ・ジョージ』、アイ・ジョージ、テイチクエンタテインメント、2013年2月20日発売 ASIN B00AO9O1DO
- 『古賀政男 究極カバー 永遠に歌い継ぐ古賀メロディ』、三橋美智也ほか、テイチクエンタテインメント、2013年5月22日発売 ASIN B00BSXP5CQ
- 『ヴォルガ旅愁』、北廉太郎、ぐらもくらぶ、2013年6月30日発売 ASIN B00D843ZVG
- 『大大阪ジャズ』、前野港造ほか、ぐらもくらぶ、2013年7月22日発売 ASIN B00DLZFQRS - 企画・制作・音源復刻
- 『戦前オールスター・ヒット・パレード大全集』、東海林太郎ほか、ユニバーサルミュージック、2013年12月11日発売 ASIN B00FW67ID4
- 『はたちのバタヤン大ヒットパレード「大利根月夜」』、田端義夫、ユニバーサルミュージック、2013年12月11日発売 ASIN B00FW67F0U - 音源監修

- 『SP復刻 バタヤン大ヒットパレード「かえり船」』、田端義夫、テイチクエンタテインメント、2014年1月1日発売 ASIN B00FSMQ4VY
- 『スウィング・パラダイス』（ニッポンモダンタイムスシリーズ）、藤山一郎ほか、ユニバーサルミュージック、2014年1月22日発売 ASIN B00GN6JLLE - 企画[6]
- 『ねえ興奮しちゃいやよ』、淡谷のり子ほか、ぐらもくらぶ、2014年1月26日発売 ASIN B00HA18R3O - 復刻
- 『花子からおはなしのおくりもの』、村岡花子、ユニバーサルミュージック、2014年4月16日発売 ASIN B00IFK6GAA
- 『六区風景 想ひ出の浅草』、田谷力三ほか、ぐらもくらぶ、2014年4月27日発売 ASIN B00J7FWNRW - 企画・制作
- 『大東京ジャズ』、ミッヂ・ウィリアムスほか、ぐらもくらぶ、2014年4月27日発売 ASIN B00J7FWNXG - 企画・制作
- 『續・大名古屋軍歌』、V.A., ぐらもくらぶ、2014年10月19日発売 ASIN B00NVIQYRQ - 企画・復刻[6]
- 『幻の大名古屋軍歌CDセット』、V.A., ぐらもくらぶ、2014年10月19日発売 ASIN B00NVIQZFW - 企画・復刻
- 『あなたは狙はれている #防諜とは スパイ歌謡全集 1931-1943』、霧島昇ほか、ぐらもくらぶ、2014年10月19日発売 ASIN B00O1NKM5K - 企画・復刻[6]

- 『芸能宝船・歌は戦線へ 戦争と喜劇人』、榎本健一ほか、ぐらもくらぶ、2015年1月4日発売 ASIN B00R0SKVLS - 企画・復刻・制作
- 『酔へば大将 酒とエッセイ 戦前篇』、バートン・クレーンほか、ぐらもくらぶ、2015年2月15日発売 ASIN B00SQZPZO2 - 制作・復刻・解説* 『みんな輪になれ　～軍国音頭の世界～』東海林太郎、上原敏、近江俊郎、藤山一郎、市丸ほか、ぐらもくらぶ 、2015年5月31日発売 ASIN B00X90SUZA - 監修・解説
- 『ミリタリズム　軍国ジャズの世界 1929-1942』、三根耕一ほか、ぐらもくらぶ、2015年7月5日発売 ASIN B00ZOD2HTA
- 『日本の軍歌・軍国歌謡全集vol.1 1932-1943』東海林太郎、上原敏、陸海軍軍楽隊、石田一松ほか、ぐらもくらぶ、2015年11月15日発売 ASIN B0178WMAU0
- 『戦前ジャズ歌謡全集・タイヘイ篇 1931-1940』、長谷川顕ほか、ぐらもくらぶ、2015年11月15日発売 ASIN B017923FH6
- 『思ひ直して頂戴な　昭和エロ歌謡外伝 1929-1934』、佐藤千夜子ほか、ぐらもくらぶ、2015年12月27日発売 ASIN B018TFTLO8
- 『浅草オペラからお伽歌劇まで　和製オペレッタの黎明』、高井ルビーほか、ぐらもくらぶ、2016年5月15日発売 ASIN B01DVG05AE
- 『帰ってきた街のSOS! 二村定一コレクション 1926-1934』、二村定一ほか、ぐらもくらぶ、2016年5月15日発売 ASIN B01DVFLI9C
- 『大名古屋クラシック』、中央交響管絃楽団ほか、ぐらもくらぶ、2016年5月29日発売 ASIN B01EII57AW
- 『ニッポン・エロ・グロ・ナンセンス　モガ・モボ・ソングの世界』、佐藤千夜子、四家文子、榎本健一ほか、JVCケンウッド・ビクターエンタテインメント、2016年9月28日発売 ASIN B01J0CLHVY
- 『あゝ浅草オペラ 女軍出征100年と魅惑の歌劇』、田谷力三、藤原義江、高井ルビー、二村定一ほか、ぐらもくらぶ、2017年5月28日発売 ASIN B071VBHSBP
- 『あじあに乗りて ~歌と満洲~』、徳山璉、東海林太郎、楠木繁夫、服部富子ほか、ぐらもくらぶ、2017年7月16日発売 ASIN B073CRP373
- 『兵隊さんの汽車 幻の戦時童謡 1934~1942』、望月誠、齋藤達雄、京華健児団、三丁目文夫ほか、ぐらもくらぶ、2017年7月30日発売 ASIN B073TZ5YYJ
- 『歌へ若人 東海林太郎 1934-1948』、東海林太郎、田中絹代、上原敏、青葉笙子ほか、ぐらもくらぶ、2017年10月15日発売 ASIN B075WQ33KY
- 『へたジャズ！　昭和戦前インチキバンド 1929-1940』、大津賀八郎ほか、ぐらもくらぶ、2017年12月31日発売 ASIN B077YD7MR3
- 『日本クリスタル　幻のジャズ・ポピュラー大全集〜1935〜』、服部良一、市川春代ほか、ぐらもくらぶ、2018年4月29日発売 ASIN B07C56WWW2
- 『ダンスリヨウ みんなで踊ろう昭和戦前民謡ジャズ』、丸山和歌子、玖瑪ナショナル五重奏団ほか、ぐらもくらぶ、2018年7月15日発売 ASIN B07DW1WF2K
- 『1941年の哀愁 歌謡曲でめぐる開戦前夜の空気』、徳山璉、高山美枝子、一色皓一郎、近江志郎ほか、ぐらもくらぶ、2018年7月29日発売 ASIN B07FKDBWBH
- 『谷間のともしび 東海林太郎 1934-1949』、山路ふみ子、田中絹代、佐野周二、小林千代子ほか、ぐらもくらぶ、2018年11月25日発売 ASIN B07KK9L7PJ
- 『東海林太郎全集 1934-1949』、山路ふみ子、田中絹代、佐野周二、嵯峨君子、小林千代子ほか、ぐらもくらぶ、2018年11月30日発売 ASIN B07KKKXV8V
- 『ザッツ・ニッポン・キネマソング 1931-1940』、淡谷のり子、東海林太郎、藤山一郎、轟夕起子ほか、ぐらもくらぶ、2018年12月28日発売 ASIN B07L8Q58YW
- 『大正滑稽はやり唄 -書生節と小唄による風刺・モダン・生活-』、神長瞭月、鳥取春陽、石田一松、二村定一ほか、ぐらもくらぶ、2018年12月29日発売 ASIN B07L8QNSWC
- 『親恋道中 上原敏 1936-1943』、上原敏、ぐらもくらぶ、2019年4月28日発売 ASIN B07QMQF2Z4
- 『令和元年・昭和元年　改元するとき聴こえたもの 1925〜1928』、河合ダンス、二村定一、水野康孝ほか、ぐらもくらぶ、2019年10月22日発売  ASIN B07YSQ81PS
- 『泣いちゃいけない　丸山和歌子の部屋 1931〜1936 』、丸山和歌子、二村定一、阿部徳次ほか、ぐらもくらぶ、2019年12月29日発売  ASIN B082T2HCLD
- 『レコード供養　復刻されない謎の音盤たち』、朝居丸子、小林千代子、亀井三郎、忠犬ハチ公ほか、ぐらもくらぶ、2020年5月24日発売  ASIN B088HF9MF5
- 『戦前ジャズ歌謡全集　続タイヘイ篇』、マイラッキーボーイ、長谷川顕、フランク須田、内本實ほか、ぐらもくらぶ、2020年9月2日発売  ASIN B08HN8NG5P
- 『夜店レコード　禁断の戦前ジャズ音楽篇 1930-1937』、田中福夫、ユージニー宮下、灰田可勝、チェリー加美ほか、ぐらもくらぶ、2020年10月18日発売  ASIN B08KVN72L8
- 『二村定一とジャズ小唄　雨の中に歌ふ』、二村定一、榎本健一、佐藤千夜子ほか、JVCケンウッド・ビクターエンタテインメント、2020年11月25日発売  ASIN B08JK5PRMS
- 『戦前ジャズ歌謡全集　續々タイヘイ篇』、ミス・タイヘイ、ミッキイ松山、シキ皓一、澤雅子ほか、ぐらもくらぶ、2021年2月14日発売  ASIN B08VNT13C1
- 『ニッポン・スウィングタイム  戦前のジャズ音楽 vol.1』、作間毅、ヘレン隅田、藤山一郎、灰田勝彦ほか、JVCケンウッド・ビクターエンタテインメント、2021年7月7日発売  ASIN B0937WCFTX
- 『The LOST WORLD of JAZZ  戦前ジャズ歌謡全集　ニットー篇』、井上起久子、内海一郎、唄川幸子、志村道夫ほか、ぐらもくらぶ、2022年3月13日発売  ASIN B09T9X4KJY
- 『山賊の合唱　リズム・ボーイズの世界 1934-1939』、ポリドール・リズム・ボーイズ、榎本健一、東海林太郎、スリー・シスターズほか、ぐらもくらぶ、2022年12月30日発売  ASIN B0BQQR1184
- 『踊れ！ブギウギ　～蔵出し戦後ジャズ歌謡1948-55』、川田義雄、菅原都々子、宮城まり子、白鳥みづえほか、ユニバーサル・ミュージック、2023年9月27日発売  ASIN B0CB833J1N
- 『ニッポン・スウィングタイム  戦前のジャズ音楽 vol.2』、ヘレン隅田、藤山一郎、岸井明、加美可那子、能勢妙子、糸井しだれほか、ビクターエンタテインメント、2024年8月21日発売  ASIN B0D7PPFHT8

### 新作版
- 『霽月小曲集』、泊（山田参助・武村篤彦）、ぐらもくらぶ、2014年10月19日発売 ASIN B00O0T9FVM
- 『対話 TAIWA 蔵であそぶ』、渡邊恭一、加治雄太、ぐらもくらぶ、2020年4月26日発売  ASIN B086N1DFJD
- 山田参助とG.C.R.管絃楽団『大土蔵録音2020』ぐらもくらぶ　2021年ASIN B098764WSV
- 山田参助とG.C.R.管絃楽団『大土蔵録音2021』ぐらもくらぶ　2022年ASIN B09XHY3TSG
- 山田参助とG.C.R.管絃楽団『大土蔵録音2023』ぐらもくらぶ　2024年ASIN B0CZMHMN1W

## ビブリオグラフィ
- 『軍歌と日本人』、別冊宝島・第1428号、宝島社、2007年7月発行 ISBN 4796658904 - 執筆[23]
- 『日本の軍歌』（晋遊舎ムック）、晋遊舎、2014年6月26日発行 ISBN 480180005X - 辻田真佐憲とともに監修
- 『愛国とレコード - 幻の大名古屋軍歌とアサヒ蓄音器商会』、辻田真佐憲、えにし書房、2014年11月5日発行 ISBN 4908073058 - 監修協力（ぐらもくらぶシリーズ1）
- 『SPレコード博物館』、Pヴァイン、2023年12月13日発行 ISBN  491051161X -  監修

## ぐらもくらぶ
ぐらもくらぶは、日本のレコードレーベルである。アーカイブ・プロデューサー、戦前レコード文化研究家の保利透が主宰する。2010年（平成22年）に私設サークルとして設立、2012年（平成24年）3月11日に発売した二村定一のコンピレーション・アルバム『二村定一 街のSOS!』を発売し、レーベルとして本格始動。販売はメタカンパニーの協力による。2015年（平成27年）1月までに合計14作のCDを制作・発売している。レコードの制作・発売のほか、「ぐらもくらぶイベント」あるいは「プチぐら★」のイヴェント、書籍の「ぐらもくらぶシリーズ」の活動も行う。レーベル名は、1934年（昭和9年）末に「大阪を中心とする音楽批評家・新聞記者・有力レコード店等を以って組織され、流行歌の進歩に寄与する団体」の名「ぐらも・くらぶ」に由来する。
同レーベルのディスコグラフィは上記 #ディスコグラフィ を参照。

### ぐらもくらぶイベント
1. 『SP盤でたどる戦前ナンセンスソングの系譜 「二村定一」から「あきれたぼういず」まで』、瀬川昌久・佐藤利明・保利透、アディロンダックカフェ、2010年7月24日
2. 『「ニッポン・スウィングタイム」瀬川昌久×毛利眞人・対談と音源であゆむ戦前ジャズ史』、瀬川昌久・毛利眞人・保利透、CREEPS青山、2010年11月26日
3. 『決戦下のジャズソング』、瀬川昌久・毛利眞人・保利透、らくごカフェ、2011年2月12日
4. 『ひばりの誕生』、佐藤利明・小針侑起・保利透、らくごカフェ、2011年5月14日
5. 『SPレコードで戦前の和製アレンジを聴くぜい!』、大谷能生・毛利眞人・保利透、荻窪ベルベットサン、2011年9月10日
6. 『大正100年記念 SP盤で甦る伝説の浅草オペラ』、小針侑起・淺井カヨ・保利透、らくごカフェ、2011年9月10日
7. 『秋の特別篇 「ニッポンモダンタイムス」CDシリーズ制作中 瀬川昌久先生、公開インタビュー! 柳樂光隆&保利透による3世代交流トークショー』、瀬川昌久・柳樂光隆・保利透、荻窪ベルベットサン、2011年10月24日
8. 『ライブ版 蒐集奇談 岡田則夫・わがSP盤蒐集人生』、岡田則夫・保利透、らくごカフェ、2011年12月10日
9. 『二村定一・評伝＆CD発売記念 昭和初期のジャズソング』、毛利眞人・保利透、らくごカフェ、2012年3月10日
10. 『「世界軍歌全集」発売1周年&「大名古屋軍歌」CD発売記念 SP盤で聴く世界のミリタリズム』、辻田真佐憲・保利透、らくごカフェ、2012年12月8日
11. 『「ある交錯期 無声映画と発声映画 転換点を顧る」片岡一郎氏帰朝記念』、片岡一郎・保利透、らくごカフェ、2013年4月14日
12. 『大東京モダンミュージックの世界』、大谷能生・毛利眞人・岡田則夫・小針侑起・片岡一郎・保利透ら、東京都江戸東京博物館、2014年5月6日
13. 『辻田真佐憲&保利透「愛国とレコード 幻の大名古屋軍歌とアサヒ蓄音器商会」刊行記念トーク「軍歌は愛国ビジネスだった!」』、辻田真佐憲・保利透、明石スタジオ、2014年11月2日

### プチぐら★
1. 『vol.0 ビール呑み競争の巻』、保利透、荻窪ベルベットサン、2011年8月31日
2. 『映画「鴛鴦歌合戦」サウンド解体新書の巻』、木村立哉・下村健・保利透、荻窪ベルベットサン、2011年12月13日
3. 『シリーズCD・出版記念!「SP盤でたどる二村定一とその時代」の巻』、毛利眞人・保利透、荻窪ベルベットサン、2012年1月20日
4. 『春の特別篇 ライツ・マイク入手記念!「叫ぶレコードコレクターの会」の巻』、毛利眞人・保利透、荻窪ベルベットサン、2012年4月31日[要検証 – ノート]
5. 『「アーティスト」アカデミー賞受賞記念 無声映画・活動写真弁士の巻』、片岡一郎・木村立哉・保利透、荻窪ベルベットサン、2012年5月24日
6. 『蓄音機でSPレコードを聴くぜい!の巻』、毛利眞人・保利透、荻窪ベルベットサン、2012年6月3日
7. 『「平成蒐集奇談」コレクションとせどりの巻』、岡田則夫・ノイズ中村・保利透、荻窪ベルベットサン、2012年6月8日
8. 『片岡一郎氏渡米前興行・無声映画を観るぜい!の巻』、片岡一郎・保利透、荻窪ベルベットサン、2012年8月12日
9. 『「SPレコード蒐集奇談」発売記念 平成廿五年武装の春・SP盤十番勝負の巻』、岡田則夫・保利透、荻窪ベルベットサン、2013年1月22日
10. 『戦時下のトンデモ音楽を聴くぜいの巻』、大谷能生・毛利眞人・辻田真佐憲・保利透、荻窪ベルベットサン、2013年4月24日
11. 『声優になってみました。イギリスから来たけれどの巻』、片岡一郎・Reina・保利透、荻窪ベルベットサン、2013年4月24日
12. 『プチぐら★・ベルベットサン共同企画!納涼!蓄音お座敷7時間!毛利が聴かせる!大谷が呑ませる!保利は寝る!』、毛利眞人・大谷能生・保利透、荻窪ベルベットサン、2013年8月10日
13. 『ぐらもくらぶ読書会「SPレコード蒐集奇談」の巻』、岡田則夫・保利透、荻窪ベルベットサン、2014年1月24日
14. 『戦争と音楽評論 軍歌を聴いて現代を知ろう』、栗原裕一郎・大谷能生・辻田真佐憲・保利透、荻窪ベルベットサン、2014年11月7日